# Écija Balompié
Maillots
L'Écija Balompié est un club de football espagnol basé à Écija. Il évolue actuellement en Segunda División B (D3).
Le club passe deux saisons en deuxième division : en 1995-1996 puis en 1996-1997. Il se classe successivement 13e puis 20e de D2.

## Anciens joueurs
- Veli Kasumov
- Wilfred Agbonavbare
- Dušan Petković
- Salva